# Mohammad Mochber
Mohammad Mochber (pers. ‏محمد مخبر‎; ur. 26 czerwca 1955 w Dezfulu) – irański polityk, w latach 2021–2024 wiceprezydent Iranu, od maja do lipca 2024 pełniący obowiązki prezydenta.

## Wczesne życie i edukacja
Mohammad Mochber urodził się w Dezfulu w 1955 roku. Uzyskał wykształcenie z zakresu prawa międzynarodowego oraz zarządzania.

## Kariera
Był oficerem korpusu medycznego Korpusu Strażników Rewolucji Islamskiej podczas wojny iracko-irańskiej. W latach 90. XX wieku Mochber był dyrektorem generalnym Dezful Telecommunications w swoim rodzinnym mieście, a następnie zastępcą gubernatora prowincji Chuzestan. Od 2000 roku pełnił funkcję prezesa Sina Bank przez około dziesięć lat.
W dniu 8 sierpnia 2021 roku prezydent Ebrahim Ra’isi mianował Mochbera pierwszym wiceprezydentem Iranu. W październiku 2022 roku Mochber został wysłany do Moskwy wraz z wyższymi urzędnikami Korpusu Strażników Rewolucji Islamskiej i urzędnikiem Najwyższej Rady Bezpieczeństwa Narodowego, aby sfinalizować porozumienie o wysłaniu do Rosji dronów Shahed 136 i rakiet ziemia-ziemia używanych podczas rosyjskiej inwazji na Ukrainę.

## Pełniący obowiązki prezydenta Iranu
19 maja 2024 roku, na skutek śmierci prezydenta Ebrahima Ra’isiego, Mochber objął stanowisko pełniącego obowiązki prezydenta Iranu. Został na nim zatwierdzony dzień później przez Najwyższego Przywódcę, Alego Chameneiego. Mochber wziął udział w pogrzebie Ra’isiego w Teheranie 22 maja. 30 lipca 2024, w związku z objęciem urzędu przez Masuda Pezeszkijana, zakończył wykonywanie obowiązków prezydenta.

## Sankcje
W lipcu 2010 roku Unia Europejska umieściła Mohammada Mochbera na liście osób i podmiotów, na które nałożyła sankcje za rzekome zaangażowanie w kwestię „działań związanych z rakietami nuklearnymi lub balistycznymi”. W 2012 roku Mochber został z niej usunięty. W 2021 roku Stany Zjednoczone nałożyły na Mochbera sankcje w związku z naruszaniem „praw dysydentów poprzez konfiskatę ziemi i mienia przeciwnikom reżimu”.